# Manchester
Manchester is een district met de officiële titel van city in het stedelijk graafschap (metropolitan county) Greater Manchester. De oppervlakte bedraagt 116 km². Manchester is met 547.627 inwoners (2018) de op vier na grootste stad in Engeland. De agglomeratie Greater Manchester heeft zo'n 2,8 miljoen inwoners.
Manchester geldt in de hele wereld als het archetype van een textielstad, mede omdat Vlaamse wevers zich er vestigden. De stad was belangrijk bij de opkomst van de industriële revolutie waarbij de rivier de Irwell, het Manchester Ship Canal, het Rochdale Canal en het Bridgewater Canal een belangrijke rol speelden.

## Geschiedenis

### Pre-industriële geschiedenis
De geschiedenis van Manchester begon als Romeinse nederzetting Mamucium of Mancunium. De stad kreeg in 1222 stadsrechten. In de 14e eeuw trokken Vlaamse wevers naar Manchester en zij vestigden de traditie van wolverwerking en linnenproductie. Dankzij deze handel was Manchester in de 16e eeuw een bloeiende marktstad geworden. De kathedraal van Manchester, werd gebouwd tussen 1421 en 1506. De groei kreeg rond 1620 een verdere impuls met de introductie van de katoenweverij. Toen in 1642 de Engelse Burgeroorlog uitbrak, koos Manchester de kant van het Parlement. De stad verdedigde zich met succes tegen een belegering door de koninklijke troepen, hoewel het geen stadsmuren had. Toen de royalisten na 1660 weer aan de macht kwamen, verloor Manchester alle zetels in het parlement. Ondanks de verloren politieke invloed bleef het economische belang van de stad toenemen.

### Industriële revolutie
Manchester speelde een sleutelrol tijdens het tijdperk van de industriële revolutie. De talrijke waterstromen ten noorden en ten oosten van de stad, waren ideaal voor de vestiging van katoenfabrieken op waterkracht. De stad profiteerde ook van de nabijheid van de zeehaven van Liverpool.
Met de uitvinding van de stoommachine waren katoenfabrieken niet langer afhankelijk van waterkracht en daardoor ontstonden er veel fabrieken. Veel plattelandsbewoners verhuisden naar Manchester op zoek naar werk. Binnen enkele decennia nam de bevolking toe en werd Manchester het belangrijkste industriële centrum ter wereld.
De opening van het Bridgewater-kanaal in 1761, dat liep van de kolenmijnen van de hertog van Bridgewater in Worsley naar Manchester was van belang voor het veilige en goedkope vervoer van kolen naar de stoommachines van Manchester en voor de afvoer van fabrieksgoederen uit de stad.
In 1819 werd een grootschalige pro-democratische demonstratie hardhandig neergeslagen door de Britse cavalerie, met tientallen overlijdens en honderden gewonden tot gevolg. Tegenwoordig wordt het protest gezien als een symbolisch keerpunt in de ontbrandende Britse klassenstrijd.
In 1830 kreeg de stad via de Liverpool and Manchester Railway als een van de eerste steden ter wereld een spoorlijn. De lijn was ‘s werelds eerste spoorverbinding tussen twee grote steden en de eerste openbare spoorlijn waarop passagiers en post per stoomtrein en volgens een vaste dienstregeling werden vervoerd.

### Tweede Wereldoorlog
Manchester schakelde in 1940 over op de oorlogsindustrie. De aanwezigheid van fabrieken voor rubber, bommen en vliegtuigen maakten haar een doelwit voor de Duitse luchtmacht (de Luftwaffe). De zwaarste aanvallen kwamen in de nachten van 22 op 23 en 23 op 24 december 1940. Naar schatting werd toen zo'n 475 ton aan hoog-explosieve bommen alsmede 37.000 brandbommen afgeworpen. Een groot gedeelte van de historische binnenstad werd daarbij verwoest, 376 mensen verloren het leven en ruim 25.000 huizen werden beschadigd. De kathedraal van Manchester werd zwaar beschadigd. Het kostte 20 jaar om deze te herstellen.

### Aanslagen
Manchester is meerdere keren het doelwit geweest van aanvallen van Ierse Republikeinen. Onder meer in 1867 (Manchester Martelaren), 1920 (brandstichting), 1939 (een serie explosies) en 1992 (twee bomaanslagen). De grootste aanval vond plaats op 15 juni 1996 toen de Provisional Irish Republican Army (IRA) een zware bom deed ontploffen nabij een warenhuis. Bij deze aanslag vielen 200 gewonden, werden verschillende gebouwen zwaar beschadigd en braken de ruiten tot op ruim een halve kilometer afstand. De schade was enorm en vele bedrijven moesten sluiten door het wegvallen van de klandizie.
Toch is de laatste aanslag niet alleen negatief geweest. Om de schade te repareren moest er massaal geïnvesteerd worden. Door deze investeringsgolf en de korte tijd later gehouden Gemenebestspelen 2002 kwam de stadsvernieuwing eindelijk op gang. Tegenwoordig heeft Manchester een modern stadshart en vele moderne aansprekende gebouwen.
Op 22 mei 2017 werd in de hal tussen de Manchester Arena en het Victoriastation een islamitische zelfmoordaanslag gepleegd (Aanslag in Manchester op 22 mei 2017). De aanslag vond plaats om 22.33 uur lokale tijd, op het moment dat de Arena leegliep na een concert van Ariana Grande. Het concert werd bijgewoond door zo'n 21.000 toeschouwers, hoofdzakelijk jongeren en gezinnen met kinderen. Bij de explosie kwamen de dader en 22 slachtoffers om het leven. Ten minste 59 mensen raakten gewond.

## Klimaat
Manchester heeft net als de rest van Engeland een gematigd zeeklimaat (Cfb volgens het systeem van Köppen). De neerslaghoeveelheden verschillen nauwelijks van die van een willekeurige plaats in Nederland.
| Maand                  | jan  | feb  | mrt  | apr  | mei  | jun  | jul  | aug  | sep  | okt  | nov  | dec  | Jaar  |
| ---------------------- | ---- | ---- | ---- | ---- | ---- | ---- | ---- | ---- | ---- | ---- | ---- | ---- | ----- |
| Gemiddeld maximum (°C) | 6,9  | 7,3  | 9,5  | 11,9 | 15,7 | 18,0 | 20,3 | 20,1 | 17,1 | 13,5 | 9,6  | 7,6  | 13,2  |
| Gemiddeld minimum (°C) | 1,5  | 1,6  | 3,1  | 4,5  | 7,4  | 10,1 | 12,3 | 12,1 | 10,0 | 7,2  | 3,9  | 2,3  | 6,4   |
|                        |      |      |      |      |      |      |      |      |      |      |      |      |       |
| Neerslag (mm)          | 71,5 | 51,8 | 64,0 | 49,1 | 53,8 | 66,8 | 59,5 | 70,9 | 69,9 | 86,0 | 81,9 | 81,4 | 806,6 |
| Bron: Metoffice.gov.uk |      |      |      |      |      |      |      |      |      |      |      |      |       |

## Bekende bouwwerken
- Het stadhuis van Manchester, Victoriaans bouwwerk gedecoreerd met monumentale muurschilderingen door Ford Madox Brown
- De Kathedraal van Manchester met een bouwgeschiedenis van 600 jaar
- Hier vlakbij The Old Wellington Inn uit 1552, een pub en beschermd monument
- Het Imperial War Museum North gelegen in Trafford Park, vlak bij het voetbalstadion van Manchester United.
- Het National Football Museum
- Het Manchester Museum
- Het People's History Museum
- De John Rylands Library, een bibliotheek in een neogotisch gebouw
- Het Museum of Science and Industry, of MOSI, een museum dat de verwezenlijkingen op wetenschappelijk en industrieel gebied van Manchester belicht
- De Beetham Tower, het hoogste gebouw van Manchester
- Old Trafford, het stadion van Manchester United
- Etihad Stadium (City of Manchester Stadium), het stadion van Manchester City.
- Chetham's Library
- Manchester Art Gallery

## Muziek

### Popmuziek
Manchester was de thuisbasis van de Bee Gees in hun beginjaren. Andere bekende bands uit Manchester zijn Oasis, Buzzcocks, Take That, The Hollies, Elbow, 10cc en The Chemical Brothers. Ook twee van de drie meiden van de Sugababes zijn opgegroeid in Manchester, waar ze ook vaak optreden.
In de jaren tachtig en negentig van de 20e eeuw was Manchester het centrum van vernieuwing van de Britse popmuziek en thuisbasis van een aantal toonaangevende clubs en bands als Joy Division, New Order, Inspiral Carpets, The Stone Roses, Happy Mondays, Crispy Ambulance, section 25, Simply Red, The Smiths, The Durutti Column, en Oceansize.
Een van de aanjagers was de platenmaatschappij Factory Records.
De nachtclub The Haçienda genoot wereldfaam in totdat de zaak begin jaren negentig werd gesloten wegens problemen met bendes en drugs.

### Klassieke muziek
Het Hallé Orchestra is het symfonieorkest van Manchester. Ook het BBC Philharmonic Orchestra heeft Manchester als thuishaven. De stad beschikt ook over een kamerorkest, de Manchester Camerata. In de jaren rond 1950 werd de stad de thuishaven van de zogenoemde "Manchester School" met klassieke componisten als Harrison Birtwistle, Peter Maxwell Davies en David Ellis. In 1996 werd een grote nieuwe concertzaal geopend, de Bridgewater Hall. Manchester beschikt over een opera.

## Sport
Manchester geniet mede internationale bekendheid door de voetbalclubs Manchester United en Manchester City. Manchester United speelt op Old Trafford en is veelvoudig kampioen van Engeland. Ook is het een van de weinige Europese voetbalclubs die alle drie de UEFA-hoofdcompetities won. Manchester City FC is eveneens meervoudig kampioen van Engeland en speelt zijn wedstrijden in het City of Manchester Stadium.
Met Old Trafford was Manchester speelstad bij het WK voetbal van 1966 en het EK voetbal van 1996. In het City of Manchester Stadium werden wedstrijden gespeeld voor het WK rugby van 2015.

## Openbaar vervoer
In Manchester liggen een aantal spoorwegstations, waaronder Station Manchester Piccadilly, Station Manchester Victoria, Station Deansgate en Station Manchester Oxford Road. Manchester Piccadilly is het drukste station van Engeland buiten Londen.
Station Manchester Airport verbindt de luchthaven Manchester Airport met de stad.
De Metroshuttle is een gratis busdienst die via drie lijnen de voornaamste reizigersstations en straten van Manchester met elkaar verbindt.
Daarnaast is er ook de Manchester Metrolink, een lightrailnetwerk dat Manchester en een aantal omliggende plaatsen bedient.

## Delen van district City of Manchester
- Castlefield
- Chorlton-cum-Hardy
- Chorlton-on-Medlock
- Crumpsall
- Didsbury
- Fallowfield
- Manchester City Centre
- Moss Side
- Old Trafford
- Rusholme
- Withington

## Civil parishesin district Manchester
- Ringway

## Stedenbanden
Manchester heeft officiële stedenbanden met:
- Chemnitz (Duitsland), sinds 1983
- Sint-Petersburg (Rusland), sinds 1962
- Wuhan (China), sinds 1986

En daarnaast heeft de stad ook vriendschappelijke banden met:
- Bilwi (Nicaragua)
- Córdoba (Spanje)
- Faisalabad (Pakistan)
- Los Angeles (Verenigde Staten)
- Rehovot (Israël)